# Округ Кавингтон (Алабама)
Округ Кавингтон (енгл. Covington County) је округ у америчкој савезној држави Алабама. По попису из 2010. године број становника је 37.765. Седиште округа је град Андалужа.

## Демографија
Према попису становништва из 2010. у округу је живело 37.765 становника, што је 134 (0,4%) становника више него 2000. године.
| Група             | 2000.          | 2010.          |
| Белци             | 32.247 (85,7%) | 31.751 (84,1%) |
| Афроамериканци    | 4.648 (12,4%)  | 4.716 (12,5%)  |
| Азијати           | 65 (0,2%)      | 155 (0,4%)     |
| Хиспаноамериканци | 292 (0,8%)     | 483 (1,3%)     |
| Укупно            | 37.631         | 37.765         |